# Konstantin Bušek
Konstantin Bušek (8. ledna 1861, Husa u Sychrova – 8. září 1938, Praha) kreslíř, řezbář a publicista.

## Život
Konstantin Bušek se narodil jako mladší syn řezbáře Petra Buška (1824-1894) pod Sychrovem a vyučil se v otcově dílně řezbářství.
V 90. letech 19. století pracoval jako modelér železné litiny v komárovských železárnách. Jeho dílem byly figurální modely římských vojáků, bohyně, chlapce, lovce, portrétní busty národních buditelů, stejně jako reliéfy, plakety a běžné vybavení interiéru (věšáky, žardiniéry, stojany na hole, uhláky, stolky, svícny, hodinové skříňky, mísy, kalamáře, zábradlí).
Po přesídlení do Prahy pracoval jako redaktor a kreslíř pro časopisy a knihy. Spolupracoval se svým bratrem Karlem, který používal pseudonym Bohdan Kaminský. Kreslil zejména české hrady a starou městskou architekturu v Praze, Písku, Táboře i jinde. Konvolut jeho kreseb je uložen v Národním muzeu v Praze.
Zemřel roku 1938 v Praze a byl pohřben na Vinohradském hřbitově.

### Rodinný život
Dne 5. září 1892 se v Radimovicích oženil s místní c. k. poštmistrovou Marií Pumanovou (1866–??). Manželé Buškovi měli dva syny – první zemřel v roce 1891 krátce po narození, druhý, Slavoj Bušek, se narodil roku 1901. Dcera Marie se narodila roku 1893.

## Galerie

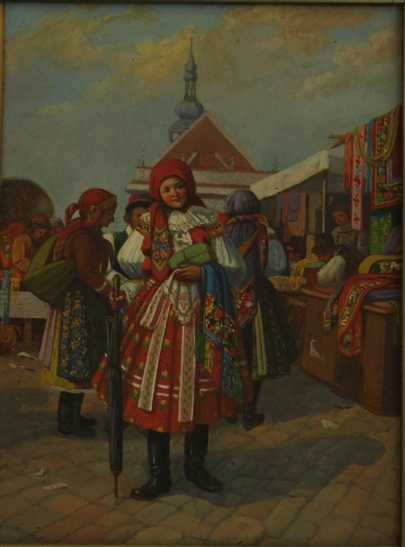
Konstantin Bušek – trh v Uherském Hradišti
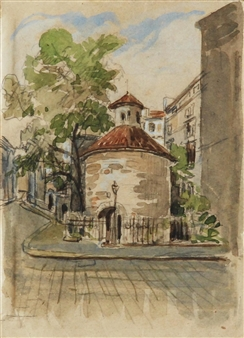
Konstantin Bušek – stará kaple v Praze
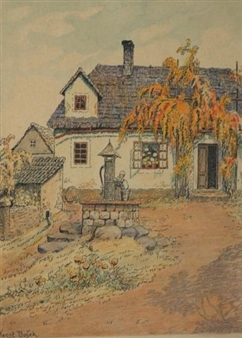
Konstantin Bušek – vesnická chalupa